# Michael Craig-Martin

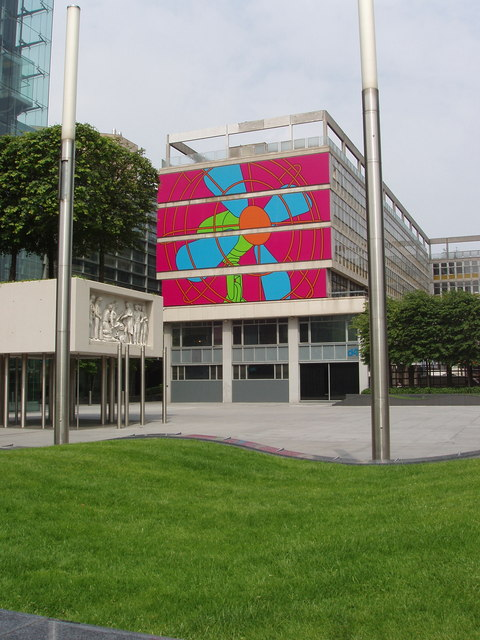
Muurschildering op kantoorgebouw in Londen

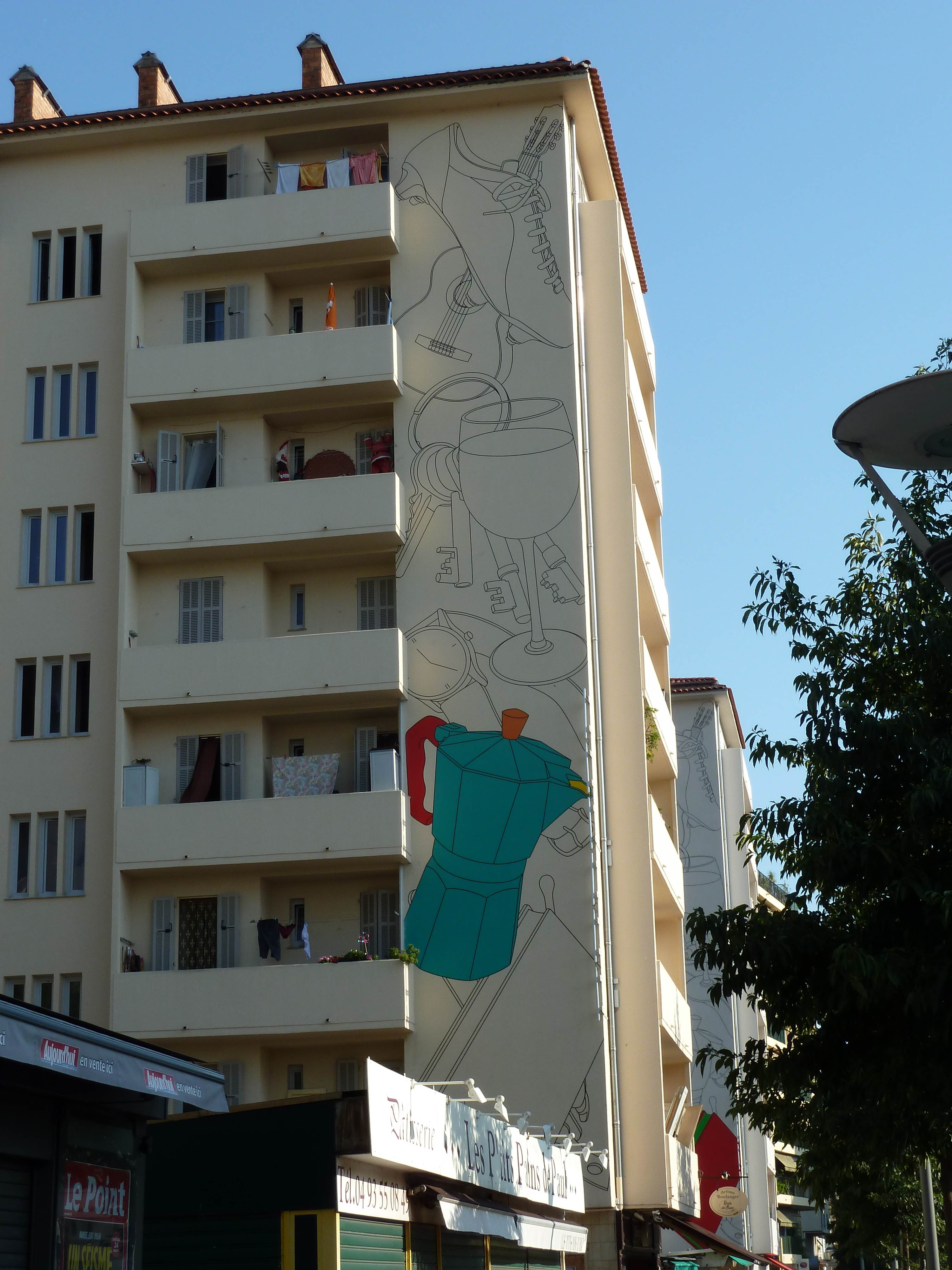
Muurschildering op flatgebouw in Nice

Michael Craig-Martin (Dublin, 28 augustus 1941) is een Iers-Brits kunstenaar. Hij is bekend vanwege zijn invloed op de zogenaamde Young British Artists, van wie hij een aantal, onder wie Damien Hirst, Gary Hume en Sarah Lucas, heeft lesgegeven.

## Biografische schets
Hoewel geboren in Ierland, groeide hij op in de Verenigde Staten. Van 1961 tot 1966 studeerde hij schilderkunst aan Yale University bij onder anderen Alex Katz. Bij Yale werd hij sterk beïnvloed door de ideeën van Josef Albers, voormalig docent aan deze universiteit, over schilderkunst. Na afronding van zijn studie vertrok hij naar Engeland.
Michael Craig-Martin was getrouwd met Jan Hashey. Hun dochter Jessica Craig-Martin is een bekend fotografe.

## Loopbaan
In 1969 kreeg Michael Craig-Martin zijn eerste solotentoonstelling in de Londense Rowan Gallery.
Craig-Martins vroege werk is sterk conceptueel van karakter. In zijn latere werk zijn alledaagse huishoudelijke voorwerpen te zien, van keukentrapjes tot halfleeg geknepen tubes tandpasta. Zijn gestileerde tekentechniek wordt gekenmerkt door stevige omlijningen en het gebruik van heldere, optimistische kleuren.
In de jaren 1974–1988 en 1994–2000 was hij docent aan Goldsmiths College in Londen, waar hij grote invloed uitoefende op een groep studenten die later wereldwijd bekendheid kregen als de Young British Artists (YBA's). Ook was hij betrokken bij de spraakmakende Freeze-tentoonstelling, die een omwenteling in de Britse kunstwereld veroorzaakte. Van 1989 tot 1999 was Craig-Martin bestuurslid (artist trustee) van de Tate Gallery.
Sinds 2006 is Craig-Martin lid van de Royal Academy of Arts. In 2015 is hij hoofdcurator van de Royal Academy Summer Exhibition.
In 1989 wijdde de Whitechapel Gallery in Londen een retrospectieve aan Michael Craig-Martin. In 2006 presenteerde het Irish Museum of Modern Art in Dublin de tentoonstelling Michael Craig-Martin: Works 1964-2006; met ruim 50 schilderijen, sculpturen, neon-sculpturen en teksten de grootste overzichtstentoonstelling tot nu toe. In april 2015 verscheen een bundel autobiografische schetsen en reflecties op de hedendaagse kunstwereld, On Being An Artist. Tegelijkertijd verscheen een luxe uitgave van al zijn tekeningen.

## Werken
In 1974 exposeerde Michael Craig-Martin het belangrijke semiotische werk An Oak Tree, dat bestaat uit een glas water dat op een plankje staat. In de tekst op de muur naast het werk wordt uitgelegd dat het hier om een eikenboom gaat. Het werk werd aangekocht door de Tate Gallery.
In 2001 werkte Craig-Martin samen met de Zwitserse architecten Herzog & de Meuron aan het ontwerp van het Laban Dance Centre in Deptford, Londen, onderdeel van Trinity Laban Conservatoire of Music and Dance. Dit gebouw won in 2003 de Stirling Prize, een belangrijke architectuurprijs.
Werk van Craig-Martin is in musea in vele landen te zien. In Nederland is zijn werk onder meer opgenomen in de kunstcollectie van ABN Amro en in de collectie van het Gemeentemuseum Den Haag.